# Landschaft mit roter Wolke

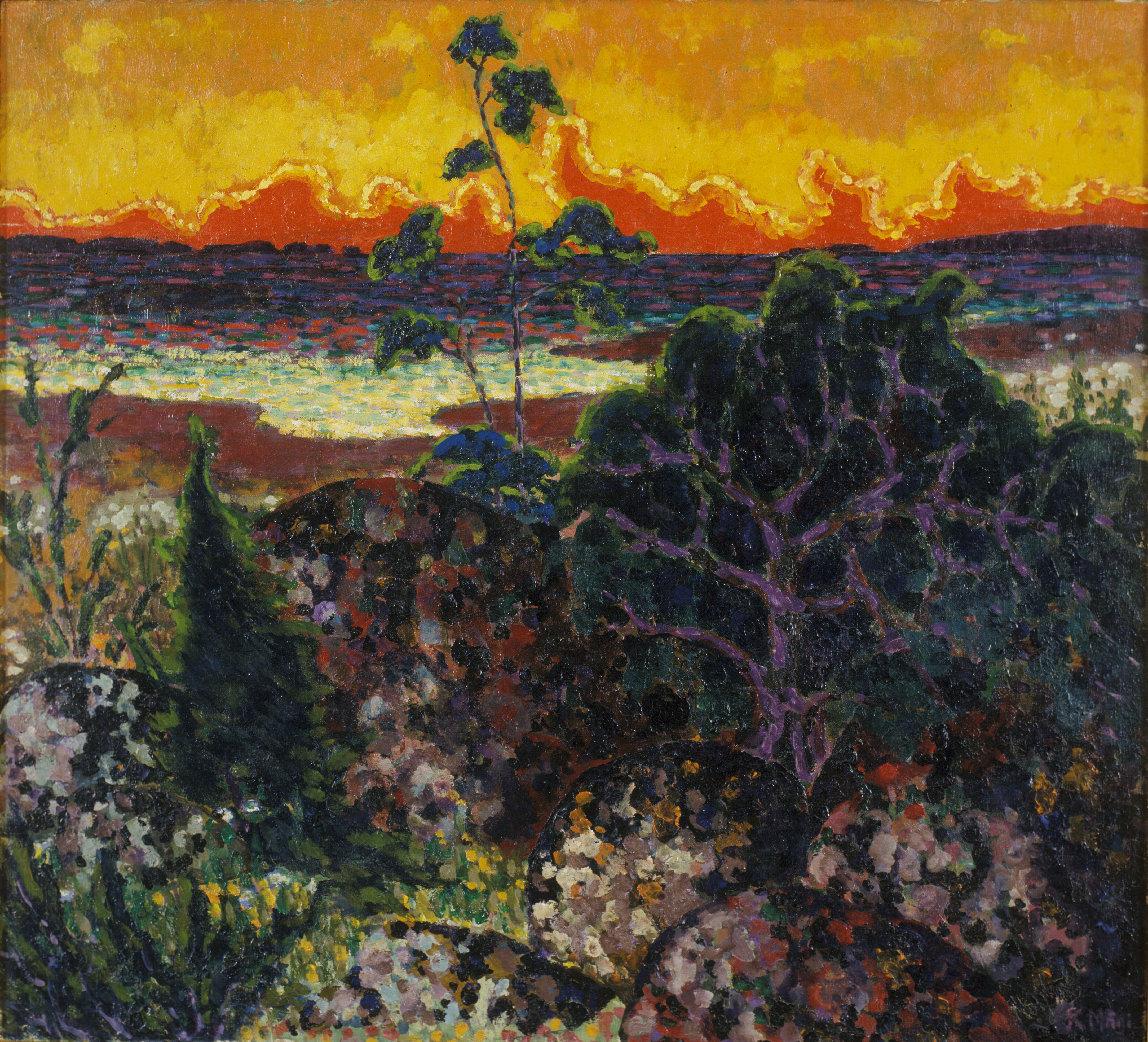
Landschaft mit roter Wolke
Konrad Mägi, 1913/1914
70,4 × 78 cm
Öl auf Leinwand
Kumu, Tallinn

Landschaft mit roter Wolke ist ein Gemälde des estnischen Malers Konrad Mägi. Das 1913/1914 entstandene, 70,4 Zentimeter hohe und 78 Zentimeter breite Werk führte der Künstler in Öl auf Leinwand aus. Stilistisch weist dieses Gemälde eine gewisse Nähe zum Fauvismus auf, der Mägis Farbwahl vor dem Ersten Weltkrieg nach einem Aufenthalt in Paris beeinflusst hatte. Die Landschaft mit roter Wolke gehört zur Sammlung des Kumu in Tallinn.
Das Gemälde ist in zwei Bildzonen aufgeteilt. Die obere zeigt das tiefblaue Meer, das weiß schäumend an das Ufer brandet. Über der Horizontlinie erstreckt sich eine rote Wolke, die nach oben hin in den gelb-orangen Himmel ausgreift. Die vordere Bildzone zeigt starke Vegetation. Rechts dominieren Bäume, in der Mitte ragt ein einzelner Baum bis in die Himmelszone hinein. Im Vordergrund, insbesondere hin zum linken Bildrand finden sich zahlreiche weiße und gelbe Blüten. Am linken Bildrand in mittlerer Höhe greift ein kaskadenförmiges Gewächs bis in die Meereszone aus. Insbesondere die rechte Hälfte des Gemäldes wird von dunkleren Farbtönen dominiert, während die linkere heller ausfällt und der Himmel in warmen Farbtönen leuchtet.
Die Landschaft mit roter Wolke wurde von Stephen Farthing in dessen 2008 veröffentlichten Buch 1001 Paintings You Must See Before You Die aufgenommen.